# Hoplia hirta
Hoplia hirta är en skalbaggsart som beskrevs av Leconte 1880. Hoplia hirta ingår i släktet Hoplia och familjen Melolonthidae. Inga underarter finns listade i Catalogue of Life.